# Cryptonatica
Cryptonatica is een geslacht van weekdieren uit de klasse van de Gastropoda (slakken).

## Soorten
- Cryptonatica affinis (Gmelin, 1791)
- Cryptonatica aleutica (Dall, 1919)
- Cryptonatica bathybii (Friele, 1879)
- Cryptonatica hirasei (Pilsbry, 1905)
- Cryptonatica huanghaiensis Zhang, 2008
- Cryptonatica janthostoma (Deshayes, 1839)
- Cryptonatica janthostomoides (Kuroda & Habe, 1949)
- Cryptonatica operculata (Jeffreys, 1885)
- Cryptonatica purpurfunda S. P. Zhang & P. Wei, 2010
- Cryptonatica russa (Gould, 1859)
- Cryptonatica sphaera S. P. Zhang & P. Wei, 2010
- Cryptonatica striatica S. P. Zhang & P. Wei, 2010
- Cryptonatica wakkanaiensis Habe & Ito, 1976
- Cryptonatica zenryumaruae Habe & Ito, 1976